# Juvin le porcher
Saint Juvin est un saint du Xe siècle, fêté dans le diocèse de Reims.

## Hagiographie
Juvin naquit dans le pagus du Dormois vers 897, de parents pauvres. Il prit des leçons auprès d'un prêtre nommé Alambert. Il était un disciple de Oricle sous la coupe d'un seigneur Marc Peigne-Porcs près de Doulcon, il devait promener les porcs en forêt de Serre (Argonne). Il en profitait pour prêcher par la parole et l'exemple aux autres bergers qui défrichèrent un coteau et y bâtirent un oratoire. Le comte Marc et son épouse Julie le visitèrent en son oratoire ; il prit sa houlette qu'il planta en terre pour donner comme exemple la résurrection, et le bâton reverdit. Devant cet exemple, ils se convertirent. Décédé sous un chêne, il devait être inhumé à Senuc mais il ne put être déplacé et repose en l'oratoire de Saint-Juvin près l'Aire. L'archévêque de Reims, Adalbéron le déclara bienheureux. 
Il est représenté en berger gardien de porcs. Il est présent dans le calendrier des fêtes propres au diocèse de Reims et le bréviaire de Châlons lui consacre une fête le 30 octobre jour de ses funérailles. Une chapelle lui fut consacrée en 1551 en l'abbaye de Toussaints. Un office en l'église Saint-Timothée de Reims. En 1052, Guy de Châtillon fit faire deux châsses avec le corps trouvé en l'oratoire et en amena une à Reims ; une autre translation est attestée en 1744 avec la réalisation d'une châsse neuve faite par Tibaron de Paris.

## Fête
Sa fête est le 3 octobre, le 30 octobre dans le diocèse de Châlons.
Honoré localement des églises lui sont dédicacées à Sainte-Vaubourg, Saint-Juvin, Loisy-sur-Marne ou Juvigny.

## Sources
- Les Saints Gardiens de Pourceaux par Colette Mechin.
- M.Pierquin, Vie de saint-Juvin, hermite et confesseur, Charlot, Nancy, 1732.
- Paul Laurent, Annales de Dom. Ganneron / Centuries du pays des Essuens, Paris, A. Picard, 1894, p.113.
- chanoine Cerf, Vie des saints du diocèse de Reims par M. Le chanoine Cerf, t. II, Reims, 1898, p. 527.